# Hamar
Hamar (norveška izgovorjava: [ˈhɑ̂ːmɑr]) je mesto v občini Hamar v okrožju Innlandet na Norveškem. Hamar je upravno središče občine Hamar. Je v tradicionalni regiji Hedmarken. Mesto leži na obali jezera Mjøsa, največjega norveškega jezera. V zgodovini je bilo glavno mesto nekdanjega okrožja Hedmark, ki je zdaj del večjega okrožja Innlandet.
Mesto Hamar leži v jugozahodnem delu občine in urbano območje mesta dejansko sega čez občinske meje v občini Ringsaker in Stange. Mesto s 13,95 kvadratnih kilometrov ima (2021) 28.535 prebivalcev in gostoto prebivalstva 2045 prebivalcev na kvadratni kilometer. Približno 1,5 kvadratnih kilometrov in 2109 prebivalcev v mestu je dejansko v občini Ringsaker, dodatnih 0,29 kvadratnih kilometrov in 305 prebivalcev mesta pa v občini Stange.

## Ime
Občina (prvotno mesto) je dobila ime po stari kmetiji Hamar (staronordijsko Hamarr). Na tej kmetiji je bila najprej zgrajena srednjeveški trg, ki je sčasoma postal kjøpstad, ki je nato postal samoupravna občina. Ime je identično besedi hamarr, ki pomeni 'skalnat hrib'.

## Zgodovina
Med letoma 500 in 1000 našega štetja je bila kmetija Åker eno najpomembnejših središč moči na Norveškem, le nekaj kilometrov stran od današnjega mesta Hamar. Trije kovanci, najdeni v Ringerikeju leta 1895, so datirani v čas Haralda Hardrådeja in imajo napis Olafr a Hamri.

### Srednji vek
V nekem trenutku, domnevno po letu 1030, a jasno pred letom 1152, je bilo središče prestavljeno iz Åkerja na polotok blizu Rosenlundvike, kar danes poznamo kot Domkirkeodden v današnjem mestu Hamar. Nekateri znaki kažejo, da je Harald Hardråda to potezo sprožil, ker je imel lastnino na novi lokaciji.
Veliko informacij o srednjeveškem Hamarju izhaja iz Hamarske kronike, ki je datirana okoli leta 1550. Mesto naj bi doseglo svoj vrhunec v zgodnjem 14. stoletju, nad njim pa dominirajo stolnica, škofov dvorec in trdnjava ter okoliška urbanizacija. Mesto je bilo znano po dišečih nasadih jablan, v mestu pa so bili tudi trgovci, obrtniki in ribiči.
Po pokristjanjevanju Norveške leta 1030 je Hamar začel pridobivati vpliv kot trgovsko in versko središče. Leta 1152 je škofovski predstavnik Nikolaus Breakspear ustanovil Hamar Kaupangen kot eno od petih škofij v srednjeveški Norveški. Ta škofija je vključevala vse Hedemarkens Amt in Christians Amt, ki sta bili leta 1152 ločeni od škofije Oslo. Prvi škof Hamarja je bil Arnold, škof Gardarja na Grenlandiji (1124–1152). Začel je graditi (danes porušeno) stolnico Kristusove cerkve, ki je bila dokončana približno v času škofa Pavla (1232–1252). Škof Thorfinn (1278–1282) je bil izgnan in umrl v samostanu Ter Doest v Flandriji ter bil kasneje razglašen za svetnika. Škof Jörund (1285–1286) je bil premeščen v Trondheim. Leta 1380 je potekal deželni svet. Hamar je ostal pomembno versko in politično središče na Norveškem, organizirano okoli stolnice in škofovega dvorca do reformacije, ki je potekala v letih 1536–1537. V tem času je Hamar izgubil svoj status sedeža škofije, potem ko je zadnjega katoliškega škofa Mogensa Lauritssøna (1513–1537) danski plemič Truid Ulfstand ujel v svojem gradu v Hamarju in ga nato poslal v Antvorskov na Danskem, kjer so z njim blago ravnali vse do njegove smrti leta 1542. Na Hamarjevem vrhu je bil stolni kapitelj z desetimi kanoniki, šolo, dominikanskim samostanom sv. Olafa in samostanom redovnikov kanonikov sv. Antona Dunajskega.
Hamar je, tako kot večino Norveške, močno zmanjšala črna smrt leta 1349 in po vseh ocenah se je ta upad nadaljeval do reformacije, po kateri je izginil.
Reformacija na Norveškem je trajala manj kot deset let, od 1526 do 1536. V tem času je bila trdnjava v Hamarju spremenjena v rezidenco šerifa in preimenovana v trdnjavo Hamarhus. Stolnico so še vedno uporabljali kot običajno cerkev, vendar je propadla, kar je doseglo vrhunec z obleganjem švedske vojske in poskusom rušenja leta 1567 med severno sedemletno vojno. Med tem obleganjem je bil opustošen tudi stari škofovski dvorec.

### Reformacija in zaton
Do leta 1587 je trgovcem v Christianiji uspelo vse Hamarjeve tržne dejavnosti preseliti v Oslo. Čeprav je nekaj regionalne in sezonske trgovine obstajalo vse do 17. stoletja, je Hamar kot mesto do takrat prenehal obstajati. Na tem mestu je bilo območje uporabljeno za kmetijstvo pod kmetijo Storhamar, čeprav so ruševine stolnice, trdnjave in manjših stavb od takrat postale znamenitosti za stoletja.
Kralj je Hamarhus naredil za fevdalni sedež do leta 1649, ko je Friderik III. Danski premoženje, znano kot Hammer, prenesel na Hannibala Sehesteda in tako postalo zasebna last. Leta 1716 je bila posest prodana Jensu Grønbechu (1666–1734). S tem se je začela vrsta gradbenih projektov in kmetija je postala znana kot Storhamar, ki je šla skozi več lastnikov, dokler ni bilo norveško plemstvo ukinjeno leta 1831, ko je kmetijo prevzel Erik Anker.

### Ustanovitev sodobnega Hamarja
Že leta 1755 je danska vlada v Københavnu izrazila zanimanje za ustanovitev trgovskega središča na obali jezera Mjøsa. Elverum je veljal za obmejno mesto s pogostimi nemiri in govorilo se je celo o spodbujanju Hansa Nielsena Haugeja, ki se ni strinjal, da se naseli na tem območju. Škof Fredrik Julius Bech, eden najvidnejših uradnikov svojega časa, je predlagal ustanovitev mesta v ali blizu Storhamarja, ob vznožju Furubergeta.
Leta 1812 so se pogajanja začela resno, ko je regionalni guverner Christians Amt predlagal ustanovitev tržnice ob Mjøsu. Štiričlanska komisija je bila imenovana 26. julija 1814 z nalogo, da določi primerno lokacijo za novo mesto ob obali. 8. junija 1815 je komisija priporočila ustanovitev takega mesta v Lillehammerju, takratni kmetiji, ki je bila del prestegjelda Fåberg.
Na podlagi ugovorov zoper to priporočilo je oddelek za notranje zadeve zaprosil dva profesorja, Ludviga Stouda Platouja in Gregersa Fougnerja Lundha, naj pregledata območje in razvijeta alternativno priporočilo. Zdi se, da se je še posebej Lundh zelo potrudil pri tej nalogi in leta 1824 je Stortingu predstavil obširno poročilo, ki je vključevalo zemljevide in načrte za novo mesto.
Lundhova predpostavka je bila, da je nacionalni gospodarski interes najpomembnejši, zato je svoje priporočilo utemeljil na zmožnosti predlaganega mesta, da hitro doseže samozadostno rast. Predlagal je, da bi se novo mesto imenovalo Carlshammer, in predlagal, da bi ga zgradili ob obali severno od Storhamarja in proti vzhodu. Njegovi načrti so bili podrobni in so predvidevali ulice, široke 20 metrov, pravokotne bloke z 12 stavbami v vsaki, 2 metra med seboj. Predlagal je tudi davčno olajšavo za 20 let za prve prebivalce mesta, da se država odpove davkom na nepremičnine v korist mesta in da mesto dobi monopolne pravice do nekaterih trgovin. Predlagal je celo, da se določenim vrstam tujcev dovoli naselitev v mestu, da bi spodbudili trgovino, zlasti kvekerjem.
Njegovo priporočilo je vlada načeloma sprejela, parlamentarna komisija pa je glede lokacije dvomila. Določitev dejanskega mesta je prepustila kralju, da stvari ne bi še bolj upočasnili. Junija 1825 je bila imenovana še ena komisija, ki so jo sestavljali Herman Wedel-Jarlsberg, profesor Lundh in drugi ugledni Norvežani. Po pregledu celotnega jezera je predložil še eno poročilo, ki je obravnavalo enajst različnih lokacij, vključno z lokacijami v bližini današnjega Eidsvolla, Minnesunda, Tangena v Stangeju, Åkerja, Storhamarja, Brumunddala, Nesa, Moelvena, Lillehammerja, Gjøvika in Totena. Vsakemu so predstavili prednosti in slabosti. Sama komisija je bila razdeljena med Lillehammer in Storhamar. Parlament se je končno odločil za Lillehammer, s čimer je Hamar znova izrinil, kot se je zdelo, zaspano kmetijsko območje.
Ko so na jezeru uvedli parnike, se je mestna elita začela zanimati za srednjeveški Hamar in leta 1841 so se pojavili uvodniki, ki so zagovarjali ponovno vzpostavitev mesta Storhamar. Do takrat so postale očitne tudi omejitve lokacije Lillehammerja, zlasti omejitve njegovega plitvega pristanišča. Po nadaljnjih nekaj letih razprav in pogajanj na regionalni in nacionalni ravni je poslanec Frederik Stang ponovno dal na mizo možnost mesta v Storhamarju ali blizu njega. Takratni guverner, Frederik Hartvig Johan Heidmann, je predstavil temeljit premislek o možnih specifičnih lokacijah in na koncu predlagal trenutno lokacijo v Gammelhusbuktenu.
26. aprila 1848 je kralj podpisal zakon o ustanovitvi Hamarja kot kjøpstada na ozemlju kmetij Storhamar in Holset, ob obali jezera Mjøsa. Zakon je določal, da bo mesto ustanovljeno na datum, ko bodo njegove meje poravnane, kar se je izkazalo za 21. marec 1849. Hamarju je bilo dodeljeno trgovsko območje do 5 kilometrov od njegove meje. Novo mesto je bilo izločeno iz občine Vang in ustanovljeno kot občina Hamar v skladu z zakonom formannskapsdistrikt, ki je bil sprejet leta 1838.

### Gradnja mesta
Območje novega mesta in občine je obsegalo površino »400 mål«, kar je enako današnjim 40 hektarjem. Vojaški inženir Røyem je pripravil začetni načrt. Obstajale bi tri prometnice, Strandgata, Torggata in Grønnegate (slednje je ime srednjeveške ceste) in mrežast sistem ulic med njimi. Orientacija mesta je bila proti obali. Røyem je namenil prostor za tri parke in javni trg ter prostor za cerkev tik ob meji mesta.
Pojavili so se kritiki načrta, ki so poudarjali, da je teren hribovit in ni primeren za predlagano togo mrežo. Narejenih je bilo nekaj prilagoditev, vendar je bil načrt v veliki meri sprejet in je očiten v današnjem Hamarju. Obstajala je tudi dolgotrajna zaskrbljenost glede ranljivosti mesta za poplave.
Gradnja se je začela takoj po sprejetju zakona, spomladi 1849. Prve stavbe so bile podobne lopam, vendar je vladalo veliko navdušenje in do konca leta 1849 je bilo v novem mestu zavarovanih deset stavb. Nobena od teh danes ne stoji; zadnji dve sta bili sosednji stavbi na Skappelsgate. Do leta 1850 je bilo 31 zavarovanih hiš, leta 1852 jih je bilo 42; leta 1853 pa 56. Gradnja se je za nekaj let upočasnila, nato pa se je leta 1858 spet okrepila in do konca leta 1860 je bilo v mestu sto zavarovanih hiš. Lastnine ob obali so morale gojiti vrtove, ki so postavili temelje za listnato mestno krajino.
Ceste so hitro postale izziv – ponekod je bilo treba prečkati potoke sredi mesta. Cestni inšpektor se je znašel pod precejšnjim stresom in trajalo je do leta 1869, da se je odločil za imena ulic. Precej razprav so sprožile tudi avtoceste v mestu in izven njega, predvsem glede tega, kako jih financirati.
Prvi potniški terminal v Hamarju je bil pravzaprav skala v jezeru, s katere so popotniki veslali v mesto. Leta 1850 je bil zgrajen še en pomol z dvonadstropno stavbo terminala. Vse to je bilo zapleteno zaradi velikih sezonskih nihanj vodostajev. Leta 1857 so okoli bazena zgradili kanal, ki je tovornim ladjam omogočal dostop do velikega skladišča. Čeprav kanal in bazen še vedno nista bila dovolj globoka, da bi sprejela potniške parnike, je območje postalo eno najbolj prometnih območij v mestu in točka, okoli katere se je pristanišče še naprej razvijalo.
Škofija Hamar je bila ustanovljena leta 1864, stolnica Hamar pa je bila posvečena leta 1866 in ostaja osrednja točka v mestu.
Iz pristaniškega območja je nastala promenada mimo vrtov na obali in proti severu proti mestu starega mesta.

### Požari, poplave in druge nesreče
Leta 1860 so se zaskrbljenosti glede poplav upravičile, ko je pozna in nenadna pomlad povzročila poplavo jezera, ki je dosegla vrhunec okoli 24. junija, ko je bila tla na ravni ulice v sprednjih posestvih popolnoma poplavljena. To je bila najhujša poplava, zabeležena po letu 1789. Do 9. julija so se poplave umaknile. Avgusta so obsežne padavine povzročile hudourniške poplave na tem območju, zaradi česar je bilo več ulic pod vodo. Temu je takoj sledilo neobičajno hladno vreme, ki je zmrznilo posevke krompirja in povzročilo neprijetnosti prebivalcem Hamarja. Nato je nastopilo milo vreme, ki je stalilo ves led in nakopičen sneg, kar je povzročilo nov krog poplav. Ko je nastopila posebno mrzla in s snegom polna zima, je bilo večinoma olajšanje, ko smo dobili nekaj stabilnosti.
Leta 1878, ko so bile gasilske sposobnosti mladega mesta nadgrajene, je v pekarni izbruhnil požar. Ogenj so pogasili brez večje škode. Februarja 1879 ob 2. uri zjutraj je po praznovanju izbruhnil še en požar, v katerem je zgorela celotna stavba, v kateri so bili številni zgodovinski predmeti iz mesta. Temu je sledila serija požarov, ki so cele bloke pustile v pepelu. Požari so se vrstili do leta 1881, ko so najeli poklicno gasilsko enoto.
Skladateljica Fredrikke Waaler je leta 1893 ustanovila in vodila prvi orkester v Hamarju. Vodila je tudi zbor in napisala pesem za mesto.

### Moderna doba
Leta 1946 je bilo veliko območje v Vangu, ki je obkrožalo mesto Hamar (prebivalstvo: 4087), preneseno iz Vanga in združeno v Hamar. Naslednje leto se je Hamarju pridružil tudi del občine Furnes (821 prebivalcev). 1. januarja 1965 je bil del Ringsakerja s približno 100 prebivalci premeščen v Hamar.
Leta 1975 je bila zgrajena cerkev Storhamar, da bi služila naraščajočemu prebivalstvu Hamarja.
1. januarja 1992 je bila občina Vang (prebivalstvo: 9103) združena z mestom Hamar (prebivalstvo: 16.351) in deli območij Stensby, Hanstad, Viker in Stammerud v Ringsakerju (prebivalstvo: 224) v novo, večja občina Hamar.

## Mestna pokrajina
Muzej Anno, ki je na Domkirkeodden, je pomembna zgodovinska znamenitost v Hamarju, muzej na prostem z ostanki srednjeveške cerkve v zaščitnem steklenem ohišju, škofovsko trdnjavo in zbirko starih kmečkih hiš. Ustanova je združen srednjeveški, etnološki in arheološki muzej, za svoj pristop k ohranjanju in razstavljanju pa je prejela arhitekturne nagrade. Hrani tudi obsežen fotografski arhiv za regijo Hedmark.
Poleg tega je Hamar znan po notranji areni za hitrostno drsanje na dolge proge in bandiju, dvorani Olympia, ki je zaradi svoje oblike bolj znana kot Vikingskipet (Vikinška ladja). Zgrajena je bila za organizacijo tekmovanj v hitrostnem drsanju na zimskih olimpijskih igrah leta 1994, ki so potekale v bližnjem Lillehammerju. Že leta 1993 je gostil svetovno prvenstvo v bandyju. Olimpijska arena Vikingskipet je bila kasneje uporabljena pozimi 2007 kot servisno parkirišče za reli po Norveški, drugi krog sezone svetovnega prvenstva v reliju 2007. Zadnjih 13 let je gostitelj druge največje računalniške zabave na svetu The Gathering, ki se vsako leto začne vsako sredo na veliko noč.
V Hamarju je tudi olimpijski amfiteater Hamar, ki je gostil tekmovanja v umetnostnem drsanju in hitrostnem drsanju na kratkih progah na zimskih olimpijskih igrah leta 1994. Tekmovanje v umetnostnem drsanju je bilo težko pričakovano. Na njem sta nastopili Nancy Kerrigan in Tonya Harding, ki sta pritegnili največ medijske pozornosti, a zlato medaljo je osvojila Ukrajinka Oksana Baiul.
Središče Hamarja je pešcona sredi mesta s knjižnico, kinom in tržnico na Stortorgetu (veliki trg) na zahodni strani ter Østre Torg (vzhodni trg), ki leži na vrhu podzemne večnadstropno parkirišče, na vzhodni strani.

## Pobratena mesta
Naslednja mesta v Skandinaviji in po svetu so pobratena s Hamarjem:
- Dalvíkurbyggð, Islandija
- Fargo, Severna Dakota, ZDA
- Greifswald, Mecklenburg-Vorpommern, Nemčija
- Karmiel, Severno okrožje, Izrael
- Khan Yunis, Gaza Strip, Palestina
- občina Lund, Švedska
- Porvoo, Finska
- občina Viborg, Danska